# مارک چمبرلین
مارک چمبرلین (به انگلیسی: Mark Chamberlain) بازیکن فوتبال زادهٔ ۱۹ نوامبر ۱۹۶۱ اهل کشور انگلستان بود که سابقهٔ بازی در تیم ملی فوتبال انگلستان را در کارنامهٔ خود دارد. وی نخستین بازی ملی خود را در تاریخ ۱۵ دسامبر ۱۹۸۲ مقابل تیم ملی فوتبال لوکزامبورگ انجام داد و با حضور در ۸ بازی ملی، در تاریخ ۱۷ اکتبر ۱۹۸۴ واپسین بازی ملی‌اش را در برابر تیم ملی فوتبال فنلاند برگزار کرد.
الکس اکسلید-چمبرلین ، بازیکن فعلی لیورپول و تیم ملی انگلیس فرزند اوست.